# Saab 21
De Saab 21 was een jachtvliegtuig van de Zweedse vliegtuigfabriek Saab. Het eenmotorige toestel met duwpropeller en dubbele staartbomen vloog voor het eerst op 30 juli 1943.

## Ontwerp en ontwikkeling
Zweden voorzag in 1941 dat het lastig zou worden buitenlandse wapens te importeren en besloot daarom zijn eigen wapens te ontwikkelen. Een geavanceerd gevechtsvliegtuig maakte deel uit van het herbewapeningsprogramma. De Saab 21 werd ontworpen rond een in licentie gebouwde Daimler-Benz 605B motor en had een landingsgestel met drie wielen en zware voorwaartsvurende bewapening.
Het voordeel van een ontwerp met een duwproppeller is dat het zicht naar voren onbelemmerd is en dat de bewapening in de neus van het toestel kan worden geconcentreerd. Het nadeel is dat de piloot bij het verlaten van het toestel geraakt zou kunnen worden door de propeller. Daarom werd het vliegtuig voorzien van een schietstoel.
De Saab 21 was vanaf 1945 operationeel bij de luchtmacht van Zweden. Het laatste toestel vloog op 23 juli 1954. Het ontwerp met de dubbele staartbomen werd in 1947 uitgerust met een straalmotor. Dat toestel werd de Saab J 21R genoemd.

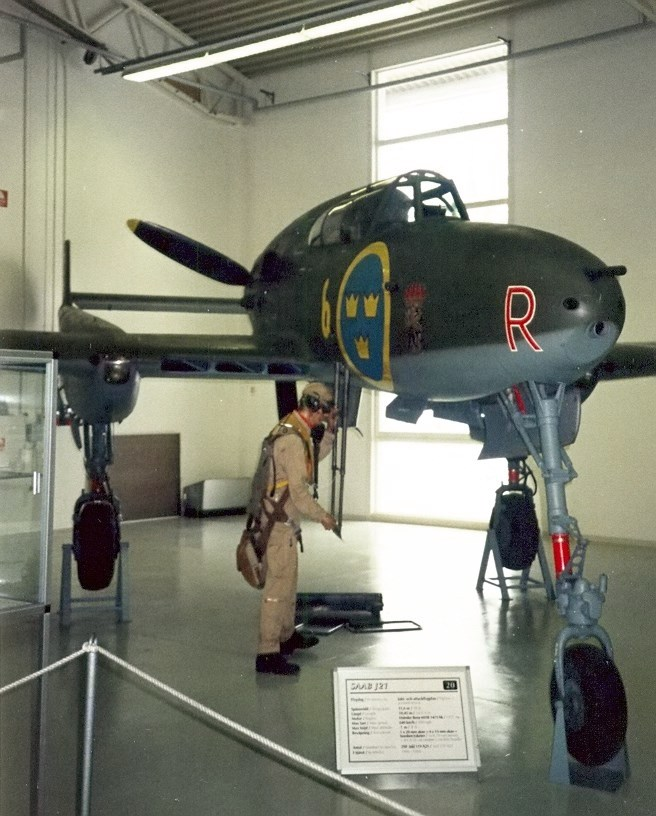
J 21A
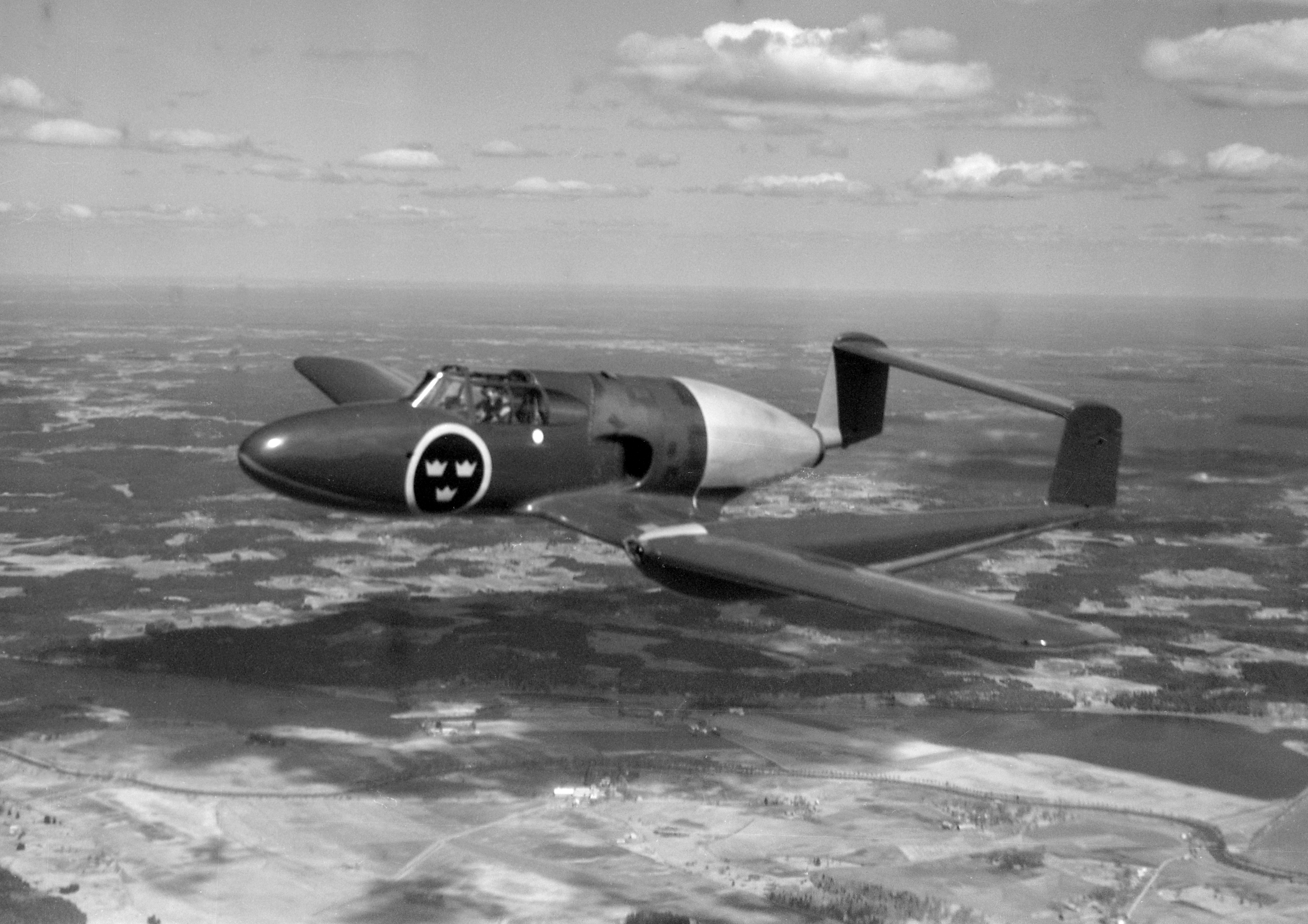
J 21R